# 石井資子
石井 資子（いしい もとこ、2月3日 - ）は、元秋田テレビのアナウンサー、元NHK山口放送局の契約キャスター。

## 来歴
秋田県秋田市出身。聖霊女子短期大学付属高等学校を卒業後、神奈川県の短期大学で英語を専攻。
短大を卒業後、アナウンススクール山本勉強会の社会人受講を経て、2008年に秋田テレビに入社。報道制作局に配属され、2016年4月まで同局のアナウンサーを務めた。在籍中、担当番組の記者も兼務していた。
退社後、2017年4月から2019年3月までNHK山口放送局『情報維新!やまぐち』のサブキャスターを務めた。

## 担当番組

### 秋田テレビ
- やばせ本町どまん中! - 「お天気どまん中！」担当
- 柳葉敏郎のGIBAちゃんとGOLFへGO!
- がっこ茶っこTV - ニュース担当
- jumpin' → SUPER jumpin' - 「跳旅」（はねたび）担当
- AKTスーパーニュース - スポーツ担当、メインキャスター
- AKT みんなのニュース - メインキャスター

### NHK山口放送局
- 情報維新!やまぐち（2017年4月 - 2019年3月29日） - キャスター
- Yスペ！長州と会津〜明治150年 未来への模索〜（2019年1月27日） - 語り[7]